# La gerla di papà Martin (film 1909)
La gerla di papà Martin è un cortometraggio del 1909 diretto da Mario Caserini e tratto dal romanzo "Les crochets du père Martin" di Eugène Cormon e Eugène Grangé.

## Distribuzione
- Francia: aprile 1909, come "Le crochet du père Martin"
- Germania: aprile 1909, come "Vater Martins Tragkorb"
- Italia: aprile 1909, come "La gerla di papà Martin"
- Regno Unito: aprile 1909, come "A Father's Heart"